# 廖鎮漢
廖鎮漢（英語：Henry Liao，1971年4月27日—），現任微風集團董事長，為台灣知名的企業家。

## 背景概述
育有一子一女。22歲起開始負責微風廣場的開發，創新台灣百貨經營模式，引進以品牌經營為主的購物中心，上任第一年就讓商場獲利。現有據點包括微風廣場、微風台北車站、微風台大醫院、微風三總商店街、微風中央研究院、微風A1機場捷運站、微風南京、微風松高、微風信義和微風南山等，創新大膽的購物思維，為消費者打造完整精緻生活型態。除百貨零售開發商，更跨足餐飲、自營精品、娛樂事業部，旗下超過15個自營品牌，也是業界少見、使得微風與眾不同的關鍵因素。
曾獲美國《富比士》雜誌肯定，進榜2012年台灣商界20名明日之星。
獲選GQ雜誌《2015 GQ Men Of The Year》風尚企業人。
2019年提出超零售4S「super fast（快速）」、「super pricey（產品獨特性）」、「super price competitive（價格競爭力）」、「super connect（數位連結）」新概念顛覆業界。

## 創業經歷
微風集團創辦人廖偉志之子。澳洲格理菲斯大學企管、日本文學雙學位。22歲大學畢業回台負責微風廣場開發案，參考國外購物中心的規劃，將國際精品作為1樓門面，賣場走道寬敞、留有大片空間供人休憩，與當時台灣百貨公司充分利用空間鋪設貨物的做法不同，同時引進許多尚未進駐台灣的品牌，以創意和堅持突破業界常規，讓微風品牌在市場上顯得獨樹一格。
開幕隔年提出「微風之夜」活動，「微風之夜」就像時尚精品界的「金馬獎」，每年選定一日晚間封館，持有邀請函VIP才能入場，每年變換主題「Las Vegas」、「金色埃及」、「銀河之夜」、「經典紐約」等，一晚可創下13億以上業績，成為微風的招牌特色之一。
2007年微風台北車站開幕，打造全台最大食尚伴手禮中心，開啟台灣鐵道經濟革命。
2011年宣布入股台南在地品牌-阿舍食堂，花了6年重新打造，在快煮麵市場創造 2.4 億元營收的佳績。
2014年帶領微風進軍競爭激烈的信義計畫區，陸續開微風松高、微風信義。
2019年微風南山全新開幕，將餐飲比例提高到40%，打造全亞洲最大、佔地約2,222 坪微風超市，顛覆台灣百貨業法則，立刻攻占社群媒體版面成為民眾最新打卡熱點，再度掀起話題。

## 家庭
- 父親：廖偉志 微風集團創辦人（昔稱三僑實業）
- 母親：林美瑛
- 妻：孫芸芸
- 妹：廖曉喬

## 外部連結
- 微風集團官方網站 （页面存档备份，存于）
- 微風慈善基金會 （页面存档备份，存于）
- 阿舍食堂 （页面存档备份，存于）
- 微風精品 （页面存档备份，存于）